# Communauté de communes Saône Vallée
La communauté de communes Saône Vallée est une ancienne structure intercommunale française, située dans le département de l'Ain en région Rhône-Alpes, qui a existé de 1994 à 2013.

## Composition
Elle était composée des onze communes suivantes :
| Nom                      | Code Insee | Gentilé       | Superficie (km2) | Population (dernière pop. légale) | Densité (hab./km2) |
| ------------------------ | ---------- | ------------- | ---------------- | --------------------------------- | ------------------ |
| Trévoux (siège)          | 01427      | Trévoltiens   | 5,71             | 6 702 (2014)                      | 1 174              |
| Civrieux                 | 01105      | Severins      | 19,76            | 1 489 (2014)                      | 75                 |
| Massieux                 | 01238      | Masserots     | 3,10             | 2 482 (2014)                      | 801                |
| Misérieux                | 01250      | Miselans      | 7,41             | 1 877 (2014)                      | 253                |
| Parcieux                 | 01285      | Parcevins     | 3,14             | 1 153 (2014)                      | 367                |
| Reyrieux                 | 01322      | Talançonnais  | 15,70            | 4 490 (2014)                      | 286                |
| Saint-Bernard            | 01339      | Bernardins    | 3,15             | 1 416 (2014)                      | 450                |
| Saint-Didier-de-Formans  | 01347      | Désidériens   | 6,53             | 1 853 (2014)                      | 284                |
| Sainte-Euphémie          | 01353      | Euphémiens    | 4,61             | 1 632 (2014)                      | 354                |
| Saint-Jean-de-Thurigneux | 01362      | Thurignaciens | 16,00            | 784 (2014)                        | 49                 |
| Toussieux                | 01423      | Toussinois    | 4,74             | 824 (2014)                        | 174                |

## Compétences
- Assainissements collectif et non collectif
- Politique du cadre de vie
- Protection et mise en valeur de l'environnement
- Action sociale
- Création, aménagement, entretien et gestion de zone d'activités industrielle, commerciale, tertiaire, artisanale ou touristique
- Action de développement économique (Soutien des activités industrielles, commerciales ou de l'emploi, soutien des activités agricoles et forestières...)
- Tourisme
- Construction ou aménagement, entretien, gestion d'équipements ou d'établissements culturels, socioculturels, socio-éducatifs, sportifs
- Schéma de cohérence territoriale (SCOT)
- Plans locaux d'urbanisme
- Création et réalisation de zone d'aménagement concerté (ZAC)
- Organisation des transports non urbains
- Aménagement rural
- Création, aménagement, entretien de la voirie
- Programme local de l'habitat
- Politique du logement social
- Opération programmée d'amélioration de l'habitat (OPAH)
- Préfiguration et fonctionnement des Pays
- Technologies de l'information et de la communication (TIC)   (Internet, câble...)
- Autres

## Historique
- 1er janvier 2014 : elle fusionne avec la communauté de communes Porte Ouest de la Dombes pour former la communauté de communes Dombes-Saône Vallée
- 2 octobre 2006 : Modification des compétences
- 26 septembre 2005 : Modification des compétences
- 14 août 2003 : Transfert de compétences à la communauté de communes
- 30 décembre 2002 : Modif du comité syndical voir statuts
- 30 décembre 2002 : Transfert de compétences voir statuts
- 18 avril 2002 : Reprécision des politiques du logement et du cadre de vie et des équipements sportifs voir statuts
- 11 juin 2001 : Compétences exercées par sivu des collèges de Trévoux, Jassans et Reyrieux, prise en charge de la participation de la commune de Civrieux au sivom centre de la Dombes au titre des collèges
- 11 juin 2001 : Compétences dévolues par la loi en matière d'incendie et de secours
- 24 décembre 1999 : Modification nombre délégués de Reyrieux 4 et Trévoux 7
- 24 décembre 1999 : Complément de compétence (voir statuts)
- 24 décembre 1999 : Modification des règles de fonctionnement (voir statuts)
- 13 septembre 1999 : Définition du plan d'ensemble de pistes cyclables, signalétique, réalisation, entretien. Étude de projets d'aménagement urbain en partenariat. Réalisation d'investissements d'opérations d'aménagement urbain. Équipements sportifs, loisirs, tourisme, patrimoine, culture (voir statuts)
- 5 novembre 1998 : Participation à l'élaboration et conclusion du contrat global de développement avec la région Rhône-Alpes
- 4 février 1998 : Compétences exercées par le sivu des collèges de Trévoux et Jassans et celles exercées par le sivu du corps intercommunal de sapeurs-pompiers de Trévoux
- 4 février 1998 : Participation à des évènements ou à des actions concourant à l'identité et la promotion du territoire de la communauté de communes Saône-Vallée
- 4 février 1998 : Participation à la définition des axes de circulation routière, y compris au niveau des tracés
- 24 décembre 1996 : Le bureau est composé d'un président et de vice-présidents en nombre égal à celui des communes membres moins un, élus au sein du conseil
- 24 décembre 1996 : Le conseil de communauté est composé de délégués des communes dont le nombre est fixé en fonction de la population communale : moins de 2 000 habitants 2 représentants, Reyrieux 4 représentants, Trévoux 5 représentants
- 2 juin 1994 : Construction, entretien et fonctionnement d'équipements sportifs nouveaux d'intérêt districal
- 2 juin 1994 : Les actions économiques comprennent toutes les nouvelles zones d'activité à vocation industrielle ou artisanale, commerciale ou tertiaire. La compétence s'étend à la réalisation des procédures d'urbanisme, zac, lot(voir statuts)
- 2 juin 1994 : Rajout de révision et suivi de tous les documents d'urbanisme intéressant l'ensemble du territoire et notamment le schéma directeur et le schéma de secteur
- 1er janvier 1994 : Création par arrêté préfectoral du 30 décembre 1993

## Pour approfondir